# Руслан і Людмила (опера)
«Руслан і Людмила» — опера на 5 дій російського композитора Михайла Івановича Глінки. Лібрето Валеріана Ширкова, Костянтина Бахтурина та Михайла Глінки за участю Миколи Маркевича, Нестора Кукольника та М. Гедеонова за однойменною поемою Олександра Пушкіна з частковим використанням віршів оригіналу.

## Історія створення
|              | Першу думку про «Руслана та Людмилу» подав мені наш відомий комік Шаховський... На одному з вечорів у Жуковського Пушкін, говорячи про свою поему «Руслан і Людмила», натякнув, що він у ній би багато дечого переробив; я намагався дізнатися від нього, які ж саме переробки він припускав зробити, але його передчасна смерть не дозволила мені втілити цей намір. |
| — М.І.Глинка | |

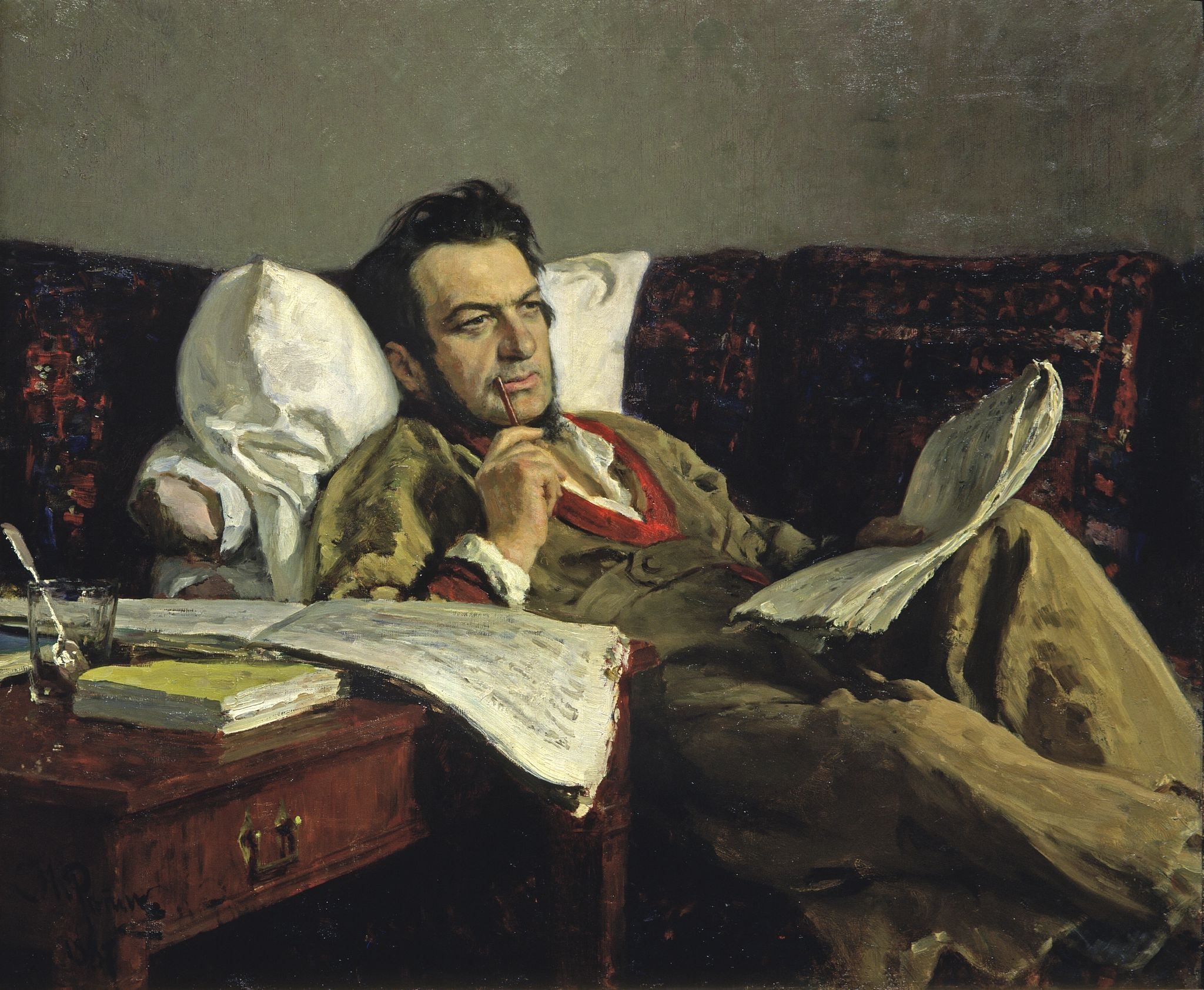
І. Ю. Рєпін. М. І. Глінка за твором «Руслана та Людмили».

Робота над оперою розпочалася у 1837 році та тривала упродовж п'яти років з перервами. Глінка приступив до написання музичного твору, ще не маючи готового лібрето. Через смерть Пушкіна він був змушений звернутися до інших поетів, у тому числі любителів, із числа друзів та знайомих — Нестора Кукольника, Валеріанові Ширкову, Миколі Маркевичу та інших.
Прем'єра опери відбулася 27 листопада (9 грудня) 1842 року на сцені Великого театру в Петербурзі.

## Дійові особи

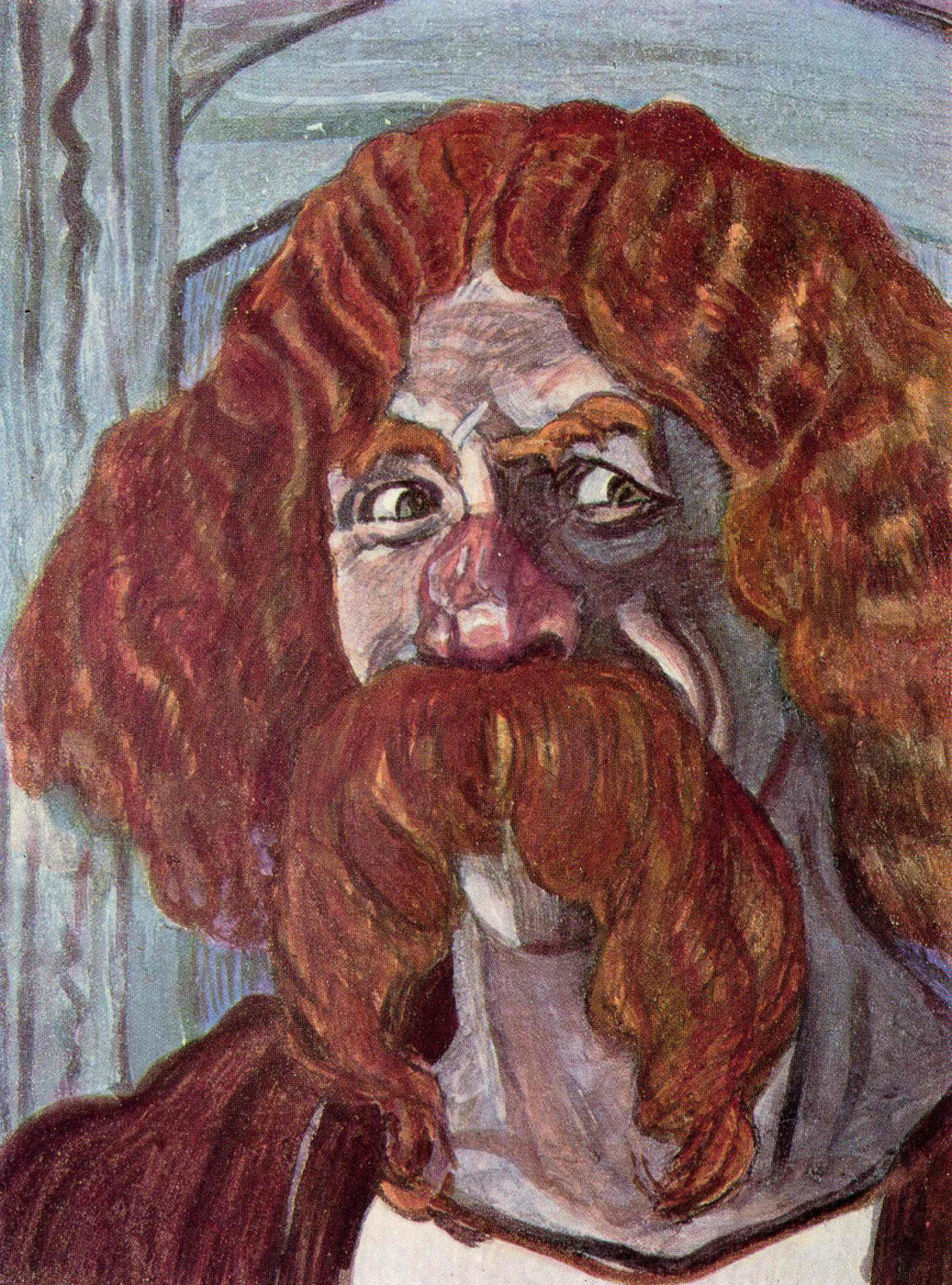
А. Я. Головін. Портрет Шаляпіна у ролі Фарлафа.

| Партія | Голос         | Виконавець на прем'єрі 27 листопада 1842 (Диригент: Карл Альбрехт) | Виконавець на прем'єрі у Москві 1846 (Диригент: Іван Йоганніс) |
| --- | ------------- | ------------------------------------------------------------------ | -------------------------------------------------------------- |
| Світозар, великий князь київський | бас           | Сергій Байков                                                      |                                                                |
| Людмила, його дочка | сопрано       | Марія Степанова                                                    | Марія Степанова                                                |
| Руслан, витязь, наречений Людмили | бас / баритон | Йосип Петров                                                       | Семен Гулак-Артемовський                                       |
| Ратмир, князь хозарський | контральто    | Анфіса Петрова                                                     | Ганна Петрова-Воробйова                                        |
| Фарлаф, витязь варязький | бас           | Домінік Тозі                                                       | Осип Петров                                                    |
| Горислава, полонянка Ратмира | сопрано       | Емілія Лілеєва                                                     | Емілія Лілеєва                                                 |
| Фінн, добрий чарівник | тенор         | Лев Леонов                                                         | Лев Леонов                                                     |
| Наїна, зла чарівниця | мецо-сопрано  | Єлизавета Марсель                                                  |                                                                |
| Боян, поет-співець | тенор         | Н. А. Ліханський                                                   |                                                                |
| Голова | хор басів     |                                                                    |                                                                |
| Чорномор, карлик, злий чарівник | без співу     |                                                                    |                                                                |
| Хор та без співу: Сини Світозара, витязі, бояри та боярині, сінешні дівчини, няньки та мамки, отроки, гридні, чашники, стольники, дружина (військо) та народ; діви чарівного замку, арапи, карлики, раби Чорномора, німфи та ундіни |               |                                                                    |                                                                |

## Зміст
Дія відбувається за часів Київської Русі.

### Дія 1
Світозар, великий князь київський, влаштовує бенкет на честь своєї дочки Людмили. Претенденти на руку Людмили — витязі Руслан, Ратмир та Фарлаф, які оточують прекрасну княжну.
Людмила подає руку Руслану. Князь схвалює вибір дочки, і бенкет переходить у весільне торжество. Боян передрікає в своїх піснях біду, що загрожує Русланові й Людмилі. Народ зичить щастя молодим. Раптом страшний грім потрясає хороми. Коли всі приходять до тями, виявляється, що Людмила зникла. Світозар у розпачі обіцяє руку Людмили тому, хто поверне зниклу княжну.

### Дія 2

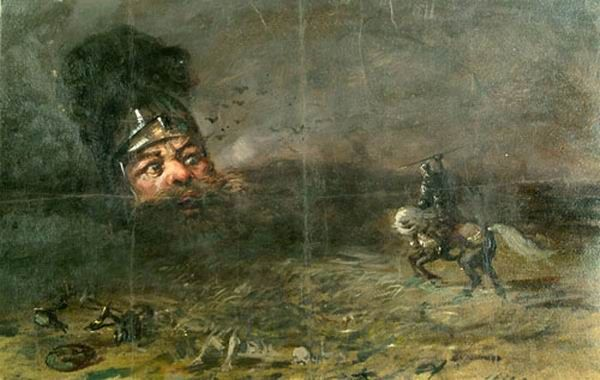
М. М. Ге. Руслан та Людмила.

Картина 1. Руслан, Фарлаф та Ратмир вирушили на пошуки Людмили. Руслан знаходить хатину чарівника Фінна. Тут молодий витязь дізнається, що його наречена перебуває у полоні злого карлика Чорномора. Фінн розповідає про свою любов до гордовитої красуні Наїни та про те, як він спробував чарами завоювати її любов до себе. Але він у страху втік від своєї коханої, яка на той час постаріла та стала відьмою. Любов Наїни перетворилася на велику злобу, і тепер вона буде мстити всім закоханим.
 Картина 2. Фарлаф також намагається знайти слід Людмили. Його союзниця, чарівниця Наїна, радить йому лише йти слідом за Русланом, який напевно знайде Людмилу, і тоді Фарлафу залишиться тільки вбити його та заволодіти беззахисною дівчиною.
 Картина 3. Тим часом Руслан уже далеко. Кінь приносить його на зачароване поле, засіяне мертвими кістками. Величезна голова — жертва Чорномора — насміхається з Руслана, і той завдає їй удар. З'являється чарівний меч, голова вмирає, але встигає розповісти таємницю: тільки цим мечем можливо відсікти бороду Чорномора та позбавити його чаклунської сили.

### Дія 3
Чарівниця Наїна обіцяла Фарлафу позбавити його від суперників. Її чарівниці заманили до себе Ратмира та не відпускають його, позбавляючи волі, зваблюючи його піснями, танцями та своєю красою. Потім його має вбити Наїна. Така ж доля чекає на Руслана. Перешкодити чарам Наїни намагається її полонянка Горислава, що залишила свій гарем в пошуках Ратмира. Але з'являється Фінн та звільняє героїв. Вони всі разом вирушають на північ.

### Дія 4

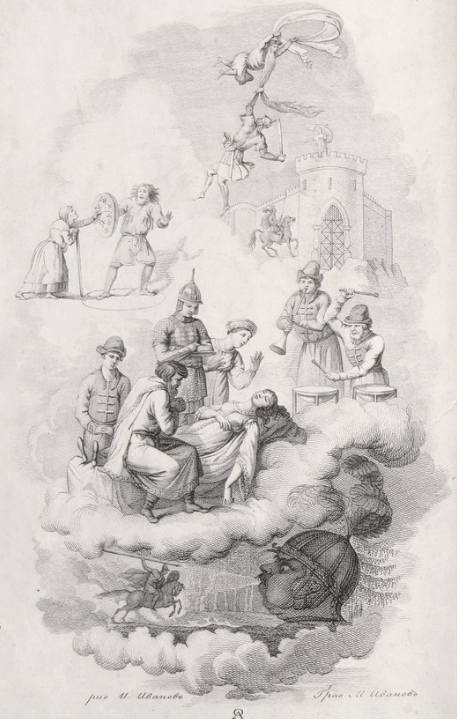
Титульний аркуш видання поеми «Руслан та Людмила».

У палаці злого Чорномора музикою й танцями розважають Людмилу. Але все марно! Людмила думає тільки про свого коханого Руслана.
Нарешті Руслан потрапляє до палацу Чорномора. Чорномор занурює Людмилу в глибокий сон, а потім приймає виклик Руслана на смертний бій. Чарівним мечем Руслан відтинає карлику бороду, в якій містилася його могуть. Руслан перемагає Чорномора та поспішає до Людмили. Руслан бачить, що його наречена спить мертвим сном, мимовільні ревнощі охоплюють витязя. Але Ратмир та Горислава заспокоюють його. Руслан забирає її і, супроводжуваний друзями та колишніми рабами Чорномора, залишає палац, спрямувавши свій шлях на Київ в надії там розбудити юну княжну.

### Дія 5
1-а картинаНіч. Дорогою до Києва Руслан, Ратмир, Горислава разом зі звільненими рабами Чорномора зупинилися на нічліг. Їх сон стереже Ратмир. Думки його звернені до Горислави, він охоплений любов'ю до неї.
Вбігають раби Чорномора та повідомляють Ратмирові, що Фарлаф, натхнений Наїною, викрав сплячу Людмилу, а Руслан зник у темряві нічній.
З'являється Фінн і наказує Ратмиру пуститися слідом за Русланом до Києва та вручає йому чарівний перстень, який пробудить Людмилу зі сну.
2-а картинаВ гридниці Світозара в Києві оплакують прекрасну Людмилу, яку ніхто не може розбудити. Її приніс Фарлаф, викравши у Руслана, але розбудити її він не в змозі. Чути шум вершників, які наближаються, — це Руслан із друзями. Боягузливий Фарлаф нажаханий. Руслан підходить до Людмили та надягає їй на палець чарівний перстень Фінна. Людмила пробуджується. Народ славить великих богів, Вітчизну та мудрого Фінна.

## Переклади українською
Арію Руслана з опери Глінки «Руслан і Людмила» українською переклав Максим Рильський. Багато років український переклад Рильского не був доступний у друкованому вигляді для українських меломанів і лише в 2017 році Літературно-меморіальний музей Максима Рильського ініціював системне дослідження тих фрагментів спадщини поета, які досі зберігаються в бібліотеці Національної опери України. Під час пошуків у бібліотеці вдалося віднайти машинопис перекладу «Руслана і Людмили» з власноручними правками Рильського і його підписом у кінці, який засвідчує автентичність цієї версії. Це – оправлений у просту картонну палітурку стос 70 аркушів стандартного формату А4. Проставлена Рильським дата в кінці – 1953 – не лишає сумнівів: переклад було спеціально зроблено для постановки опери Глінки на київській сцені, яка відбулася наприкінці сезону 1955-56 років зі славетними Борисом Гмирею і Єлизаветою Чавдар у головних партіях.
- Глінка М. "Арія Руслана" з опери "Руслан і Людмила". Переклад з російської: Максим Рильський. Київ. 1953. стор. (переглянути)
- Глінка М. "Каватина Людмили" з опери "Руслан і Людмила". Переклад з російської: ?. Київ: Музична Україна. 1976. 19 стор. (Популярні арії та дуети з опери)[3]